# Pareuptychia summandosa
Espèce
Pareuptychia summandosa est une espèce de lépidoptères (papillons) de la famille des Nymphalidae, de la sous-famille des Satyrinae, de la tribu des Satyrini et du genre Pareuptychia.

## Dénomination
Pareuptychia summandosa a été décrit par Philip Henry Gosse en 1880 sous le nom initial d'Euptychia summandosa.

## Description
Pareuptychia summandosa est un papillon aux ailes postérieurs dentelées au dessus blanc avec une large bordure marron au bord costal et au bord externe de l'aile antérieure et au bord externe de l'aile postérieure marqué d'une tache noire à l'angle anal.
Le revers est gris clair rayé de blanc avec trois ocelles dont un noir à l'apex des ailes antérieures et une ligne submarginal d'ocelles aux ailes postérieures dont seuls sont noirs et pupillés celui de l'angle anal et les deux un petit et un gros, de l'apex.

## Écologie et distribution
Pareuptychia summandosa est présent en Argentine, au Brésil, au Paraguay et au Pérou,,.

### Protection
Pas de statut de protection particulier.